# Regina Pacanowska
Regina Pacanowska – polska historyczka, doktor habilitowany nauk humanistycznych. Specjalizuje się w historii gospodarczej. Profesor uczelni na Wydziale Historii Uniwersytetu im. Adama Mickiewicza w Poznaniu, gdzie pracuje w Pracowni Historii Wizualnej.
Stopień doktorski uzyskała w 2000 na podstawie pracy pt. Działalność społeczna i gospodarcza samorządu terytorialnego szczebla powiatowego w Wielkopolsce w latach 1918-1939 (promotorem był prof. Stefan Kowal). Habilitowała się w 2020 na podstawie oceny dorobku naukowego i cyklu publikacji pt. Obraz zmian społeczno-gospodarczych zachodzących w kraju i regionie wielkopolskim w końcu XX i na początku XXI wieku.